# Cirridae
De Cirridae zijn een familie van uitgestorven weekdieren uit de klasse van de Gastropoda (slakken). Exemplaren van dit geslacht zijn slechts als fossiel bekend.

## Taxonomie
De volgende taxa zijn bij de familie ingedeeld:
- Onderfamilie  † Cirrinae Cossmann, 1916
  - Geslacht  † Cirrus Sowerby, 1816
    - Ondergeslacht  † Cirrus (Discocirrus) VonAmmon, 1892
      -  † Cirrus dossenus Olson and James, 1991
      -  † Cirrus semiplanus Fischer et al., 2002
- Onderfamilie  † Hesperocirrinae Haas, 1953
  - Geslacht  † Hamusina Gemmellaro, 1878
    -  † Hamusina kahrsi Bandel, 1993
    -  † †Hamusina wahnishae Ferrari, 2014

  - Geslacht  † Hesperocirrus Haas, 1953
    -  † Hesperocirrus modestus Haas, 1953
    -  † Hesperocirrus robusteornatus Haas, 1953
    -  † Hesperocirrus striatus Haas, 1953
    -  † Hesperocirrus triasicus Cox, 1949

  - Geslacht  † Sororcula Haas, 1953
    -  † Sororcula costata Haas, 1953
    -  † Sororcula gracilis Haas, 1953
    -  † Sororcula yunnanensis Pan, 1977
- Onderfamilie  † Platyacrinae Wenz, 1938
  - Geslacht  † Acrosolarium Koken, 1896
  - Geslacht  † Lepidotrochushide
    -  † Lepidotrochus acuticarinatus Pan, 1977
    -  † Lepidotrochus perfectus Pan, 1982

  - Geslacht  † Platyacrahide
    - Ondergeslacht  † Platyacra (Asperilla)
      -  † Platyacra sinistrorsa Deshayes, 1855
- Geslacht  † Shikamacirrus Kase, 1984
- Geslacht  † Spirocirrus Cossmann, 1916
  -  † Spirocirrus calisto d'Orbigny, 1850
  -  † Spirocirrus cancellatus Fischer et al., 2002